# Polány
Polány é um município da Hungria, situado no condado de Somogy. Tem 12,87 km² de área e sua população em 2019 foi estimada em 239 habitantes.